# گردنه بئیک
گردنه بئیک (به لاتین: Beyik Pass) یک گردنه در تاجیکستان است که در مرز تاجیکستان–چین واقع شده‌است. گردنه بئیک ۴٬۷۴۲ متر بالاتر از سطح دریا واقع شده‌است.